# ワールド・ウェルス・レポート

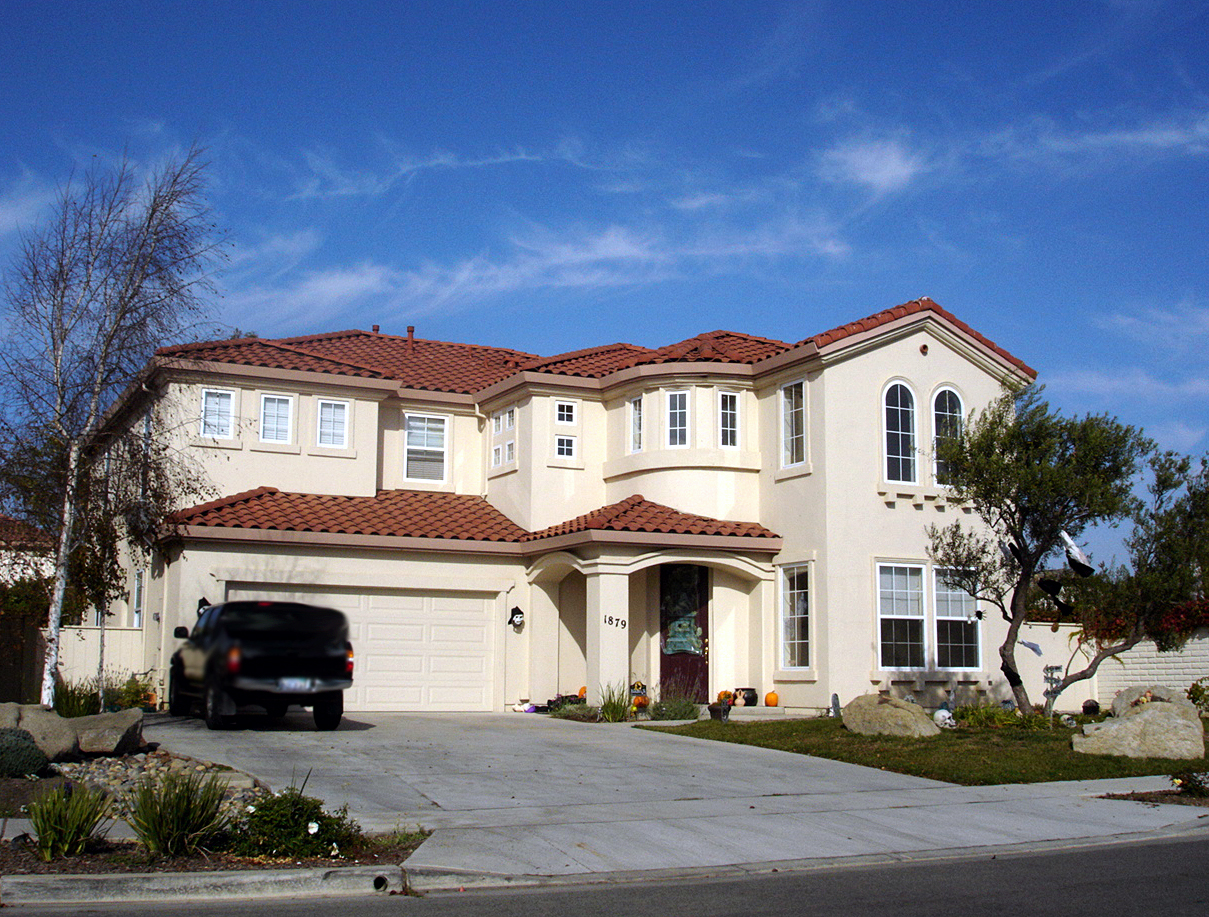
100万ドルの家、サリナス（2006年）

ワールド・ウェルス・レポートとは、毎年キャップジェミニおよびRBCウェルス・マネジメントが共同で出版している世界の富裕層調査レポートである。同レポートでは、富裕層に資産状況および世界経済動向を踏まえたトレンドを纏めている。レポートは、世界の5000名以上の富裕層を対象としたアンケートを基に作成されており、世界の富裕層の興味の変化、アセットアロケーションの変化、資産運用会社の役割などが含まれる。

## ワールド・ウェルス・レポート2015
同レポートが対象としている富裕層は、金融資産を100万米ドル（約1億円相当）以上保有している個人となっている。2015年に発行されたワールド・ウェルス・レポートの要旨は以下の通り。
- 2014年度において、世界の富裕層人口は前年度比6.7%上昇、富裕層が保有する資産高は7.2%上昇し、過去5年間において2番目に低い数値となった。
- この成長率には主にアジア太平洋地域および北米が貢献しており、アジア太平洋地域の国々には富裕層が合計約469万名と北米の人数を越えている。
- 世界の富裕層が保有する資産高は、2017年までに70兆米ドルを超えて、2014年度末から2017年にかけて、年間平均7.7%の成長率となることが予想されている。

- 株式へのアロケーションは、現金へのアロケーションを若干超えており、富裕層資産の大部分を占める資産となっている。特に日本および南米における富裕層が株式への投資割合を増加させている。
- 海外への投資比率は前年の36.6%とほぼ変わらず、35.8%となった。主にアジア太平洋地域および南米の富裕層は資産の大部分を海外で運用している。

- 富裕層に関しては、資産運用を行うための情報元を一つに絞ることはなく、資産運用会社や家族、知り合いから助言を受けている。

その他の要点
- 世界の富裕層人口は14.6万人、資産総額は56.4兆米ドルに増加
- 2014年度に新しく富裕層となった人数は92万人
- 投資対象は、27%が株式、18%が不動産、17%が債券、13%がオルタナティブ投資、26%が現金・預金
- 富裕層資産の内18%は借金・ローンなど。調査対象となった富裕層の中で、約40%はそのお金を投資に利用、22%は不動産、14%はビジネス目的に利用している。
- 調査対象となった富裕層の中で、30%は資産運用会社より資産運用に関するアドバイスを受けており、27%は家族、22%は知り合いよりアドバイスを受けている。

## キャップジェミニ
キャップジェミニは1967年1月に設立、フランス・パリに本社を置く多国籍企業である。約18万名の従業員を持ち世界40カ国以上にオフィスを展開するコンサルティング、ITサービスおよびアウトソーシングサービスを提供する会社。コンサルティングサービスは、主にIT、金融、自動車などの製造業において展開。日本では2012年にキャプジェミニ株式会社が設立された。同社はEuronext（株式市場）に上場しており、ティッカーシンボルはCAP。事業展開している地域には、北米・南米・アジア太平洋地域・中南欧が含まれる。

## RBCウェルス・マネジメントについて
RBCウェルス・マネジメントは1901年創業、カナダ・トロント本社の資産運用会社であり、カナダ最大の銀行であるカナダロイヤル銀行（Royal Bank of Canada）の100%出資子会社である。資産運用のアドバイザーやコンサルタントが約1500名おり、預かり資産は1800億ドル（約18兆円相当）に上る。またRBCグループ全体では、約7.8万名の従業員が1600万名の顧客と取引を行っており、カナダ・アメリカの他に39カ国の国々に事業を展開している。